# BNIP3
BNIP3‏ (BCL2 interacting protein 3) هوَ بروتين يُشَفر بواسطة جين BNIP3 في الإنسان.